# TKX antwortet nicht
TKX antwortet nicht ist ein französischer-italienischer Abenteuerfilm von Christian-Jaque aus dem Jahre 1956. In der DDR wurde er als Wenn alle Menschen der Welt… veröffentlicht.

## Handlung
Auf dem französischen Fischdampfer „Lutèce“, der gerade vor Norwegen unterwegs ist, bricht plötzlich eine rätselhafte Krankheit aus. Einige Besatzungsmitglieder verdächtigen den Algerier Mohammed, eine Krankheit an Bord eingeschleppt zu haben. Kapitän Le Guellec kann die Gemüter etwas beruhigen und sendet unermüdlich Notrufe aus, die aber niemand empfängt. Seine letzte Hoffnung ist der Amateur-Kurzwellensender. Inzwischen sind bereits fünf Besatzungsmitglieder erkrankt.
Tatsächlich empfängt im fernen Togo der Kaufmann Alberto den Notruf und alarmiert den örtlichen Tropenarzt. Dieser identifiziert die Krankheit anhand der Symptome als Botulismus. Nur das Pasteur-Institut in Paris verfügt über ein Serum, welches noch dazu in spätestens zwölf Stunden bei den Fischern sein muss. Erneut wird der Funksender bemüht, bis der Radiomechaniker Jean-Louis in Paris den Funkspruch hört und unter unendlichen Mühen das Serum beschaffen kann. Die nächstmögliche Flugverbindung führt von Paris nach München und von dort wiederum nach Oslo. Ein blinder Funkkamerad von Jean-Louis soll das Serum in München in Empfang nehmen und weiterleiten. Doch aufgrund einer Verwechslung gelangt das Serum mit einer polnischen Stewardess nach Berlin statt nach München.
Wiederum gibt es verzweifelte Funknotrufe in alle Richtungen, bis das Serum endlich von einem amerikanischen Soldaten bei der Stewardess im Hotel abgeholt werden kann. An der Berliner Sektorengrenze wird der Soldat aber vom sowjetischen Militär verhaftet, da er sich nur unzureichend ausweisen kann. Der sowjetische Offizier lässt sich allerdings von der Notlage überzeugen und organisiert ein sowjetisches Flugzeug, das die Medikamente direkt von Berlin nach Norwegen fliegt. Dort bringt ein norwegisches Flugzeug die Medikamente auf die See und wirft sie per Fallschirm über der „Lutèce“ ab. Jedoch fällt die Ladung weitab vom Schiff ins Meer. Ausgerechnet der Algerier Mohammed, der als letzter Fischer noch nicht erkrankt ist, weil er als gläubiger Moslem nicht von dem Schweinefleisch gegessen hatte, das die Vergiftung auslöste, springt nun ins eisige Nordmeer und rettet seine Kameraden.
Der Film endet damit, dass alle irgendwie an der nationenübergreifenden Rettungsaktion beteiligten Menschen, zumeist über Funksprüche, von der Rettung der Fischer erfahren.

## Veröffentlichung
In den Produktionsländern Frankreich und Italien wurde der Film am 24. Februar 1956 bzw. im August 1957 veröffentlicht.
Für die Bundesrepublik Deutschland wurde der Film vom Allianz-Filmverleih in Frankfurt am Main lizenziert. Die westdeutsche Erstaufführung fand am 31. August 1956 statt.
Im Folgejahr, 1957, wurde der Film auch vom Progress Film-Verleih für die DDR lizenziert. Der Film kam ab dem 11. März 1957 unter dem Titel Wenn alle Menschen der Welt… in die Kinos der DDR.

## Synchronisation
Es existieren zwei deutsche Synchronfassungen, eine für die BRD und eine für die DDR. Die West-Fassung entstand bei der Via-Film Synchron, Berlin. Georg Rothkegel schrieb das Dialogbuch und führte Regie. Diese Fassung ist gegenüber dem französischen Original um über zehn Minuten kürzer. Die Ost-Fassung entstand im DEFA Studio für Synchronisation, Ost-Berlin. Ernst Dahle schrieb das Dialogbuch und Annette Knittel führte Regie.
| Rolle                 | Darsteller             | Synchronsprecher (BRD 1956) | Synchronsprecher (DDR 1957) |
| --------------------- | ---------------------- | --------------------------- | --------------------------- |
| Le Guellec            | André Valmy            | Wolf Martini                | Johannes Knittel            |
| Jos                   | Jean Gaven             | Gert Günther Hoffmann       | Reinhard Kolldehoff         |
| Benj                  | Georges Poujouly       | Wolfgang Condrus            | Jürgen Krause               |
| Mohammed              | Doudou-Babet           | Alexander Welbat            | Gerry Wolff                 |
| Christine             | Hélène Perdrière       | Tilly Lauenstein            | Mona Koeppen                |
| Jean-Louis            | Jean-Louis Trintignant | Gerd Vespermann             | Lothar Ziebell              |
| Alberto               | Mimo Billi             | Bum Krüger                  | Martin Rosen                |
| Dr. Jégou             | Yves Brainville        | Curt Ackermann              | Johannes Siegert            |
| Herta Baumeister      | Gardy Granass          | Gardy Granass               | Evamaria Bath               |
| Yves                  | Jean Daurand           | Franz Nicklisch             | ?                           |
| Saint-Savin           | Bernard Dhéran         | Klaus Miedel                | ?                           |
| Johnny                | Peter Walker           | Harry Wüstenhagen           | Hannes Kujat                |
| Sowjetischer Offizier | Constantin Nepo        | ?                           | Viktor Schulgin             |
| Mitch                 | Charles Jarrell        | ?                           | Uwe Döring                  |
| Marcel                | Marc Cassot            | Reinhard Kolldehoff         | ?                           |
| Totoche               | Claude Sylvain         | Inge Landgut                | ?                           |
| Lagarrigue            | Andrex                 | Gerd Martienzen             | ?                           |

## Auszeichnungen
Der Film wurde auf den IX. Internationalen Filmfestspielen in Karlovy Vary von 1956 mit dem Hauptpreis ausgezeichnet. Im Jahr 1957 gewann der den United Nations Award der BAFTA Awards.